# Guardami
Pour plus de détails, voir Fiche technique et Distribution.
Guardami est un film italien réalisé par Davide Ferrario, sorti en 1999.

## Synopsis
Nina (Elisabetta Cavallotti) est une jeune actrice pornographique très indépendante.
Elle n'a pas besoin de l'aide de son agent ou de son manager.
Elle a une fille et une relation lesbienne avec Cristiana (Stefania Garello), une éditrice de film pornographique.
Elle ressent l'absence de son père, fonctionnaire de l'ONU dans des zones de guerre, et est très attachée à sa mère, à qui elle ne cache pas son métier, motivé par un besoin paroxystique d'attention et de contact humain. Un jour, Nina découvre qu'elle a un cancer, ce qui l'oblige à réduire ses engagements professionnels pour suivre une chimiothérapie. La maladie et la possibilité de la mort signifient le déclin, le retour à l'ombre de la solitude. À l'hôpital, Nina se lie d'amitié avec un enseignant également atteint de cancer, Flavio, qui tombe amoureux d'elle sans comprendre son métier.

## Fiche technique
- Titre : Guardami
- Réalisation : Davide Ferrario
- Scénario : Davide Ferrario
- Photographie :
- Musique :
- Production : Trio Film
- Pays d'origine :  Italie
- Langue d'origine : italien
- Lieux de tournage : Milan, Lombardie, Italie
- Format : Couleurs
- Genre : drame
- Durée : 95 minutes (1 h 35)
- Date de sortie :
  - Italie :
    - 7 septembre 1999 à la Mostra de Venise
    - 10 septembre 1999

## Distribution
- Elisabetta Cavallotti : Nina
- Stefania Orsola Garello : Cristiana
- Flavio Insinna : Flavio
- Gianluca Gobbi : Dario
- Claudio Spadaro : Baroni
- Luis Molteni : Max Bernabei
- Augusto Zucchi : le fabricant
- Antonello Grimaldi : Joe, le directeur
- Luigi Diberti : Castellani
- Angelica Ippolito : la mère de Nina
- Yorgo Voyagis : le père de Nina
- Giorgio Gobbi
- Vladimir Luxuria
- Roberto Gessa
- Pierpaolo Lovino